# مونيكا غايلورد
مونيكا غايلورد هي عازفة بيانو كندية، ولدت في 6 فبراير 1948 في نيويورك في الولايات المتحدة.